# تورسونزاده

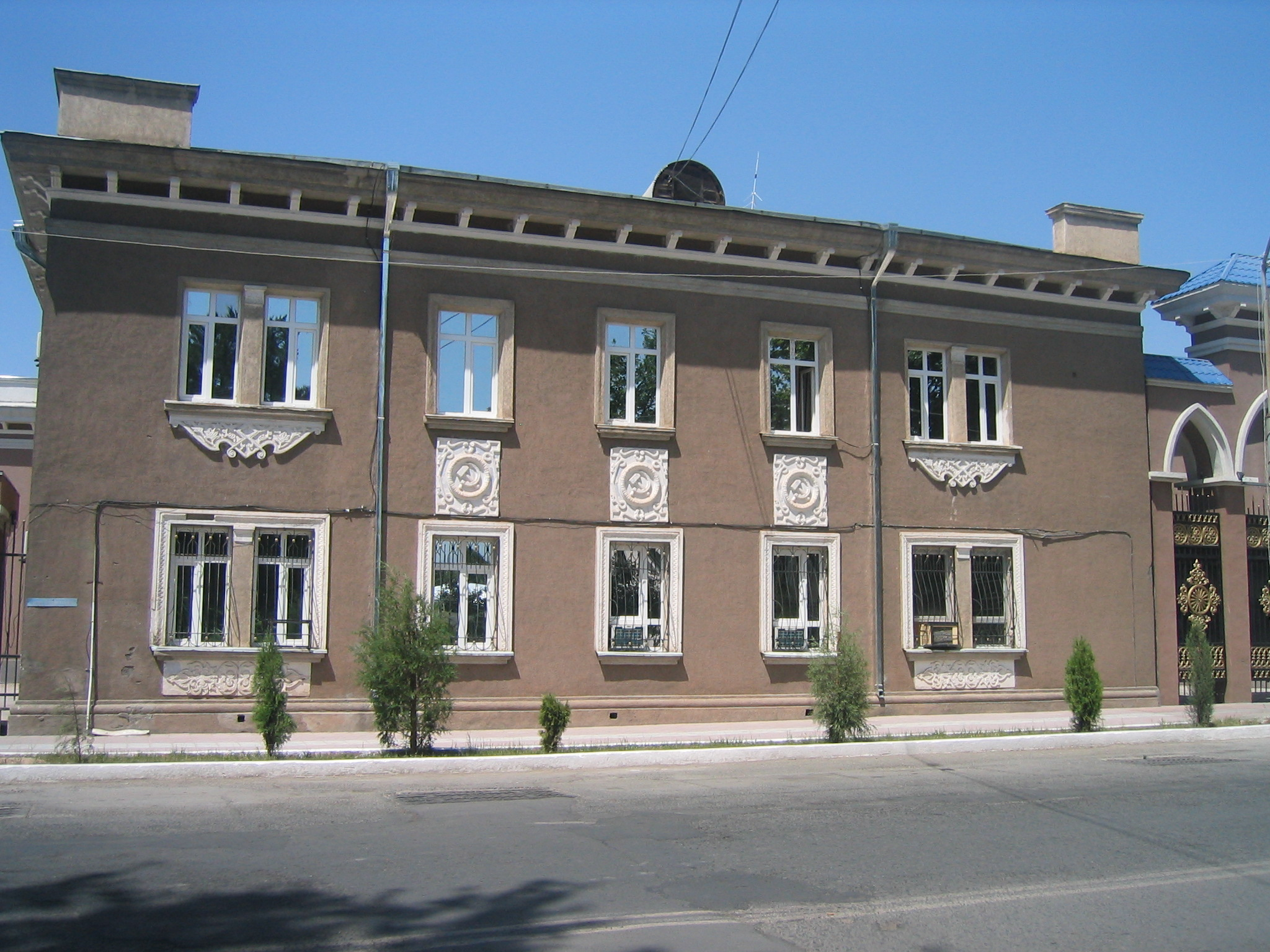
مقر الحكومة في تورسونزاده

تورسونزاده (بالطاجيكية:Турсунзода) هي مدينة في غرب طاجيكستان والمعروفة بتصهير الألومينيوم. تقع المدينة 10 كم غرب دوشنبه، وقرب الحدود مع أوزبكستان. بلغ عدد سكانها في 2006 قرابة 37,000 شخص. ويوجد بها ملعب كرة قدم يدعى ملعب ميتالورغ.